# تته (بازیکن فوتبال، زاده ۲۰۰۰)
متئوس کاردوسو لموس مارتینس (پرتغالی: Mateus Cardoso Lemos Martins؛ زادهٔ ۱۵ فوریهٔ ۲۰۰۰) که عموماً با نام تته شناخته می‌شود، بازیکن فوتبال اهل برزیل است.
از باشگاه‌هایی که در آن بازی کرده‌است می‌توان به گرمیو و شاختار دونتسک اشاره کرد.